# お笑い第四世代
お笑い第四世代（おわらいだいよんせだい）とは、1989年以降にデビューした若手お笑い芸人を総称した俗称。

## 概要
1990年代に人気を博したテレビ番組『吉本印天然素材』、『めちゃ2イケてるッ!』、『進め!電波少年』、『ボキャブラ天国』でブレイクした芸人が第四世代とされているが、厳密な定義はない。
1995年に雑誌で、ナインティナイン、雨上がり決死隊、チュパチャップス、へびいちご、バッファロー吾郎、FUJIWARA、フォークダンスDE成子坂、ピーピングトム、ロンドンブーツ1号2号らがお笑い第四世代として紹介された。
「ミドル世代」と呼ばれたこともある。また、放送作家の小笠原英樹は「ゴールデンエイジ」と称している。
2020年1月30日放送の『ナインティナイン岡村隆史のオールナイトニッポン』において、過去のインタビュー記事において岡村が「お笑い第4世代を作っていく」といった発言を行っていると指摘するリスナーに対し岡村は自身の記憶をたどり「俺、こんなこと言うたことないけどな」と語り、「自分らは第3世代に入っていかないかんくらいのところに居させられたからね」と当時のプレッシャーを語り、自ら「第4世代」を自称したのは「そこは、ちゃうと一個（世代を）下がろうとしたのかもしれない」と振り返った。「『俺ら第4世代』と言うていたのはキャイ〜ンの天野（ひろゆき）くんやから。天野くんは自覚あったと思う」と語り、お笑いの世代についてあらためて振り返り「結局第3世代までちゃう？しっかりしていたの。次はボキャブラ世代とか数字じゃなくなってきてるから。何なら、5、6飛ばして7とかになってるから」と現状を分析した。